# Werner Greunuss
Werner Greunuss, även Werner Greunuß, född 20 februari 1908 i Strassburg, var en tysk läkare, SS-Untersturmführer och dömd krigsförbrytare. 

## Biografi
Greunuss studerade medicin och promoverades vid Greifswalds universitet 1934.
Från oktober till december 1944 var Greunuss lägerläkare i Buchenwald. Tillsammans med läkarkapo Edwin Katzenellenbogen företog han experiment inom oftalmologi. Den 1 januari 1945 utsågs Greunuss till lägerläkare i Ohrdruf, som var ett av Buchenwalds satellitläger. Av de omkring 10 000 fångarna i detta läger ansåg Greunuss omkring 2 000 vara arbetsodugliga.
Efter andra världskriget greps Greunuss och ställdes 1947 tillsammans med 30 andra misstänkta krigsförbrytare inför rätta vid Buchenwaldrättegången. Den 14 augusti 1947 dömdes Greunuss till livstids fängelse att avtjänas i Landsbergfängelset. Straffet reducerades senare till 20 års fängelse.